# Resolutie 781 Veiligheidsraad Verenigde Naties
Resolutie 781 van de Veiligheidsraad van de Verenigde Naties werd op 9 oktober 1992 aangenomen. Veertien leden stemden voor de resolutie en één lid, China, onthield zich.

## Achtergrond
In 1980 overleed de Joegoslavische leider Tito, die decennialang de bindende kracht was geweest tussen de zes deelstaten van het land. Na zijn dood kende het nationalisme een sterke opmars, en in 1991 verklaarden verschillende deelstaten zich onafhankelijk. Zo ook Bosnië en Herzegovina, waar in 1992 een burgeroorlog ontstond tussen de Bosniakken, Kroaten en Serviërs. Deze oorlog, waarbij etnische zuiveringen plaatsvonden, ging door totdat er in 1995 middels het Verdrag van Dayton vrede werd gesloten.

## Inhoud
De Veiligheidsraad:
- bevestigt resolutie 713 en volgende;
- is vastberaden de veiligheid van humanitaire vluchten boven Bosnië en Herzegovina te verzekeren;
- bemerkt de bereidheid van de partijen om die veiligheid te verzekeren;
- herinnert aan de gezamenlijke verklaring van Kroatië en Servië en Montenegro;
- herinnert ook aan het akkoord over kwesties ter lucht tijdens de Conferentie van Londen;
- is gealarmeerd dat militaire vluchten boven Bosnië en Herzegovina blijven doorgaan;
- neemt akte van de brief van Bosnië en Herzegovina;
- vindt een ban van militaire vluchten essentieel voor de veiligheid van humanitaire vluchten en een beslissende stap voor het beëindigen van de vijandelijkheden in het land;
- handelt volgend op resolutie 770;

1. beslist om een ban in te stellen op militaire vluchten boven Bosnië en Herzegovina, waarvan UNPROFOR en humanitaire hulp uitgezonderd zijn;
2. vraagt UNPROFOR om de naleving van de ban in de gaten te houden;
3. vraagt UNPROFOR om een inspectiesysteem op te zetten om te verzekeren dat vluchten voldoen aan de VN-resoluties;
4. vraagt de secretaris-generaal regelmatig te rapporteren over de uitvoering van deze resolutie en schendingen onmiddellijk te rapporteren;
5. roept landen op om UNPROFOR bij te staan;
6. zal alle informatie over de uitvoering van resolutie 781 onderzoeken en eventueel maatregelen nemen voor het uitvoeren van de ban;
7. besluit om actief op de hoogte te blijven.

## Verwante resoluties
- Resolutie 779 Veiligheidsraad Verenigde Naties
- Resolutie 780 Veiligheidsraad Verenigde Naties
- Resolutie 786 Veiligheidsraad Verenigde Naties
- Resolutie 787 Veiligheidsraad Verenigde Naties

Lijst ·  726 ·  727 ·  728 ·  729 ·  730 ·  731 ·  732 ·  733 ·  734 ·  735 ·  736 ·  737 ·  738 ·  739 ·  740 ·  741 ·  742 ·  743 ·  744 ·  745 ·  746 ·  747 ·  748 ·  749 ·  750 ·  751 ·  752 ·  753 ·  754 ·  755 ·  756 ·  757 ·  758 ·  759 ·  760 ·  761 ·  762 ·  763 ·  764 ·  765 ·  766 ·  767 ·  768 ·  769 ·  770 ·  771 ·  772 ·  773 ·  774 ·  775 ·  776 ·  777 ·  778 ·  779 ·  780 ·  781 ·  782 ·  783 ·  784 ·  785 ·  786 ·  787 ·  788 ·  789 ·  790 ·  791 ·  792 ·  793 ·  794 ·  795 ·  796 ·  797 ·  798 ·  799